# الخورة (المعافر)

تعديل مصدري - تعديل

الخورة هي إحدى قرى مديرية المعافر بمحافظة تعز اليمنية، بلغ تعداد سكانها 720 نسمة حسب التعداد السكاني في اليمن في 2004.